# مارغريت بربور
مارغريت بربور (بالإنجليزية: Margaret Barbour)‏ هي سيدة أعمال بريطانية، ولدت في 1940.